# Sonno polifasico
Il sonno polifasico, termine coniato dallo psicologo J.S. Szymanski nel primo XX secolo, si riferisce alla pratica di dormire diverse volte durante la giornata, in contrasto con il sonno bifasico (due volte al giorno) ed il sonno monofasico (una volta al giorno).

## Pratica
Il sonno è un processo che varia durante la vita di un essere umano e passa dal sonno polifasico del neonato a quello bifasico del bambino (che dorme piuttosto a lungo nel pomeriggio), a quello monofasico circadiano, tarato sul ciclo giorno-notte, dell'adulto. Infine, nella senilità il ritmo circadiano (circa 24 ore), strettamente monofasico del giovane adulto, lascia spazio ad un ritmo polifasico ultradiano, ovvero con frequenti sonnellini diurni. Il termine in quanto tale non si riferisce a nessuno schema in particolare. Il disturbo del ritmo circadiano del sonno noto come sindrome da ritmo sonno-veglia irregolare è un esempio di sonno polifasico nell'uomo.
Il sonno polifasico è comune in diversi animali e si crede che sia lo stato di sonno primordiale per i mammiferi, sebbene le scimmie siano monofasiche.
Il termine è utilizzato anche da diverse comunità online che sperimentano organizzazioni alternative del ritmo sonno-veglia nell'intento di velocizzare il raggiungimento della fase REM, l'unica essenziale al riposo e alla vita dell'uomo, potendo arrivare così, dopo un periodo di adattamento, a dormire fino a due ore al giorno. Tuttavia, ricercatori come Piotr Woźniak avvertono che tali forme di privazione del sonno non siano salutari. I metodi di sonno polifasico più noti e testati sono l'Everyman e lo Uberman.